# 潘贤妃
潘賢妃（？—1148年），開封人，南宋高宗赵构妃嬪。
高宗為康王時已於康王府侍奉他，潘賢妃因美貌出眾，頗得康王喜愛，怀孕时遭遇靖康之变，因未有位号免于被俘虏，后生下元懿太子趙旉。1127年高宗即位，欲立潘賢妃為皇后，因呂好問上諫阻止，所以立為賢妃。元懿太子死後，伴隆祐太后於江西，一年多後回南宋。紹興十八年薨。

## 父親
潘永壽，直翰林醫局官，贈太子少師。

## 延伸阅读
[在维基数据编辑]
 《宋史·卷243》，出自脱脱《宋史》